# Gærdeværling
Gærdeværling (Emberiza cirlus) er en spurvefugl, der yngler i agerland og kratklædte bakker i det sydlige Europa, nordpå til Frankrig og det sydligste England. Hunnen ligner gulspurv, men hannen har karakteristisk sort- og gulstribet hoved. Arten er en sjælden strejfgæst i Danmark.